# Garth Stein
Garth Stein (Los Angeles, 6 dicembre 1964) è uno scrittore e produttore cinematografico statunitense, conosciuto principalmente per il suo romanzo best seller L'arte di correre sotto la pioggia.

## Biografia
Nato a Los Angeles, ha trascorso la sua infanzia e la sua adolescenza a Seattle. Si è trasferito a New York dove nel 1987 si è laureato alla Columbia University conseguendo un master in Cinema. Ha partecipato alla realizzazione di diversi documentari, di cui molti hanno vinto importanti premi, ma nonostante ciò ha deciso di dedicarsi alla scrittura. Dopo due romanzi (tra cui Corvo rubò la luna, pubblicato anche in Italia), usciti negli Stati Uniti nel 1998 e nel 2005, nel 2008 viene pubblicato L'arte di correre sotto la pioggia, un libro tradotto in 28 lingue diverse e rimastato per 40 settimane best-seller del New York Times. Il libro raccoglie le due passioni principale dello scrittore: l'automobilismo e gli animali e, in un'intervista confessa che il suo cane Comet l'ha ispirato per il romanzo.
Dopo che ha passato diciotto anni della sua vita a New York ha deciso di tornare a Seattle, dove tuttora vive con la moglie e i loro tre figli.

### Drammi
- Brother Jones (2005)
- No One Calls Me Mutt Anymore (2010)

### Libri
- Corvo rubò la luna (2010)
- Cose da grandi (2005)
- L'arte di correre sotto la pioggia (2008)
- Una luce improvvisa (2014)

I libri di Garth Stein sono tutti ambientati a Seattle, la città dove ha trascorso la sua infanzia.

### Libri per bambini
- Racing in the Rain: My Life as a Dog (2011) - versione Young adult di L'arte di correre sotto la pioggia